# Сидоров, Александр Иванович (учёный)
Алекса́ндр Ива́нович Си́доров (род. 11 января 1948 года, Олинск, Читинская область, РСФСР) — советский и российский учёный, доктор технических наук, профессор, член Российской Экологической и Международной Академии наук.

## Биография
Александр Иванович Сидоров родился в селе Олинск Нерчинского района Читинской области.
В школьные годы был радиолюбителем и посещал научное общество учащихся при челябинском Дворце пионеров и школьников имени Н. К. Крупской. В 1966 году, после окончания школы, поступил в ЧПИ на кафедру «Системы электроснабжения» Энергетического факультета. На третьем курсе присоединился к студенческому научному обществу кафедры. В 1971 году окончил институт и принят на кафедру «Охрана труда» ассистентом, c 1976 — старший преподаватель, с 1986 — доцент, с 1989 — исполняющий обязанности заведующего, а с 1990 — заведующий кафедрой.
В 1975 году получил первое авторское свидетельство на способ защиты от однофазного замыкания на землю. Награждён знаком «Изобретатель СССР», имеет более 30 авторских свидетельств и патентов.
В 1985 году защитил кандидатскую диссертацию, в 1994 — докторскую диссертацию на тему «Теория и практика системного подхода к обеспечению электробезопасности на открытых горных работах». В 1995 году Сидорову присвоено учёное звание профессора.
C 1994 до настоящего времени — главный редактор журнала «Электробезопасность», член редколлегии журнала «Безопасность жизнедеятельности».
С 1990 года — руководитель аспирантуры. Им подготовлено 18 кандидатов технических наук. В 2002 году под его руководством была открыта докторантура по специальности «Охрана труда». К настоящему времени[какому?] А. И. Сидоров подготовил двух докторов наук, имеет 5 аспирантов, 5 соискателей.
К началу 2011 года А. И. Сидоровым опубликовано более 400 статей, 5 монографий: «Электробезопасность на открытых горных работах» (1983); «Электробезопасность на открытых горных работах» (1996); «Электромагнитные поля вблизи электроустановок сверхвысокого напряжения» (2008), «Обеспечение электробезопасности в системах электроснабжения» (2009), «Методы и модели оценки состояния изоляции и электробезопасности кабельных линий 6 (10) кВ городских электрических сетей» (2009). Александр Иванович написал и издал более 70 наименований учебно-методической литературы, в том числе учебник по основам электробезопасности, под его редакцией подготовлено и дважды вышло в издательстве «КноРус» (Москва) учебное пособие «Безопасность жизнедеятельности» (2007, 2012).
Заведующий кафедрой «Безопасность жизнедеятельности» ЮУрГУ. С августа 1998 по июль 2005 гг. — декан Механико-технологического факультета, с июля 2005 по август 2010 гг. — проректор по учебной работе ЮУрГУ.
Имя А. И. Сидорова занесено в книгу Почёта университета.
Награждён медалью ордена «За заслуги перед Отечеством» II степени, памятной медалью МЧС России «Маршал Василий Чуйков», медалью «За заслуги в создании вооружения и военной техники», памятной медалью «100 лет со дня рождения Л. В. Люльева», нагрудным знаком «Почётный работник высшего профессионального образования Российской Федерации».